# Fuxhoffer Damian
Fuxhoffer Damian (Ják, 1741. január 11. – Pannonhalma, 1814. február 27.) katolikus pap.

## Élete
A bencés rend tagja volt, 1759. október 15-én ünnepélyes fogadalmat tett, és 1766. március 16-án misés pappá szentelték fel. A rend feloszlatásáig és 1802-től, amikor az ismét visszaállíttatott, az aszófői plébánia adminisztrátora és alesperes volt 1809-ig; azután mint spiritualis Pannonhalmán működött.

## Munkái
- Monasteriologia regni Hungariae, in qua libris V. synoptice, originario-diplomatice describuntur omnia singulorum religiosorum ordinum monasteria, quae unquam ab ingressu Hungarorum in Pannonia fundata fuerunt. Veszprimii, 1803. (Két ivrét kötet. Ism. Allg. Liter. Zeitung 1804. II. 673. l. 2. bőv. és javított kiadás Czinár Mór által. Pest, 1858–60. Két 4-rét kötet.)

Kéziratos munkái a pannonhalmi könyvtárban: Principia generalia iuris Hungarici 1792., Episcopi Nitrienses 1801., De statu ecclesiae Pannonicae libri V. 1806., Museum Benedictinum de monasteriis o. s. B. 4 részben., Monasteriologia Regni Hungariae, III–V. kötet